# 디에고가르시아 해군지원시설

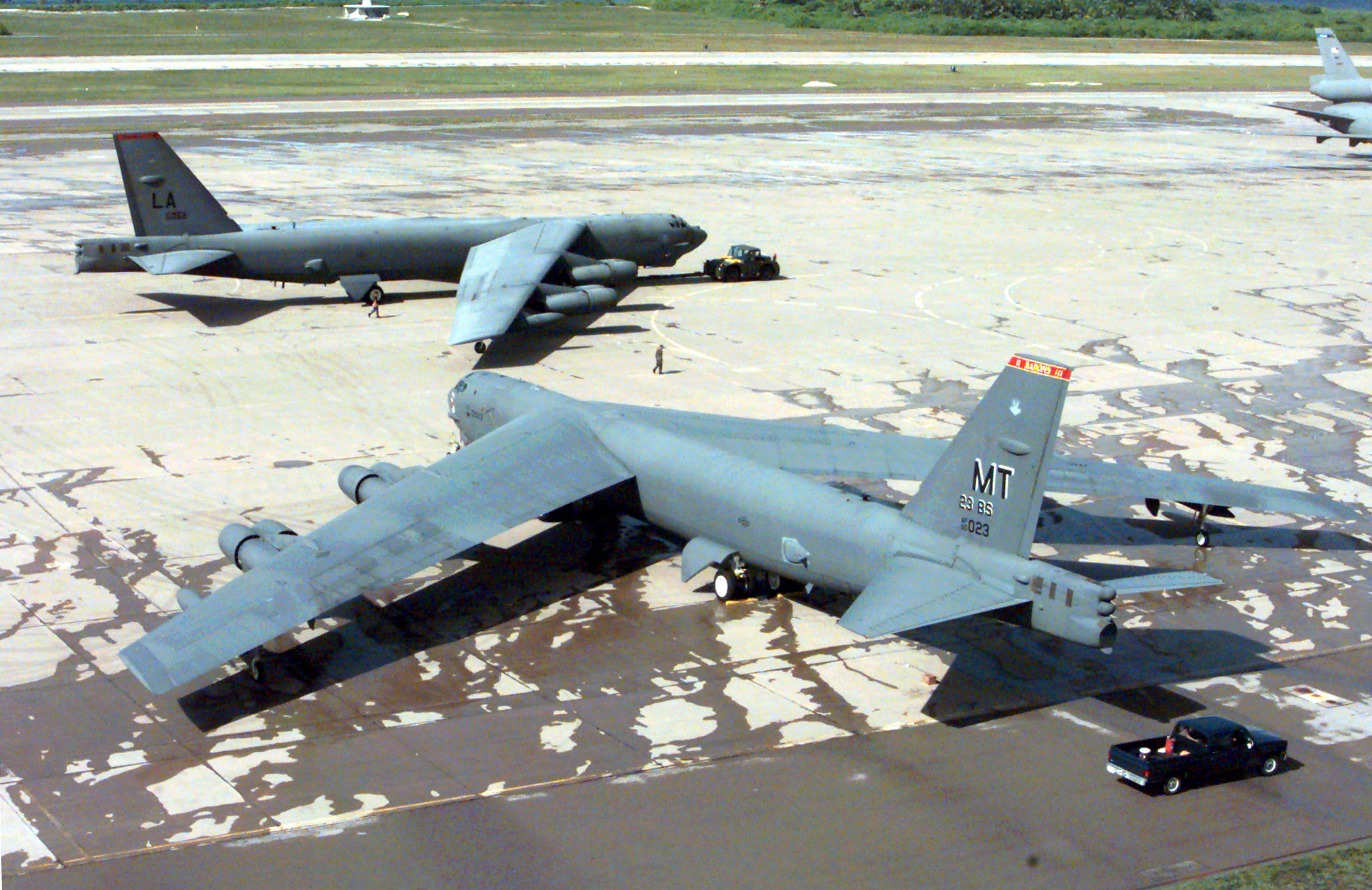
1999년 디에고 가르시아 미군기지의 B-52H 전략 폭격기

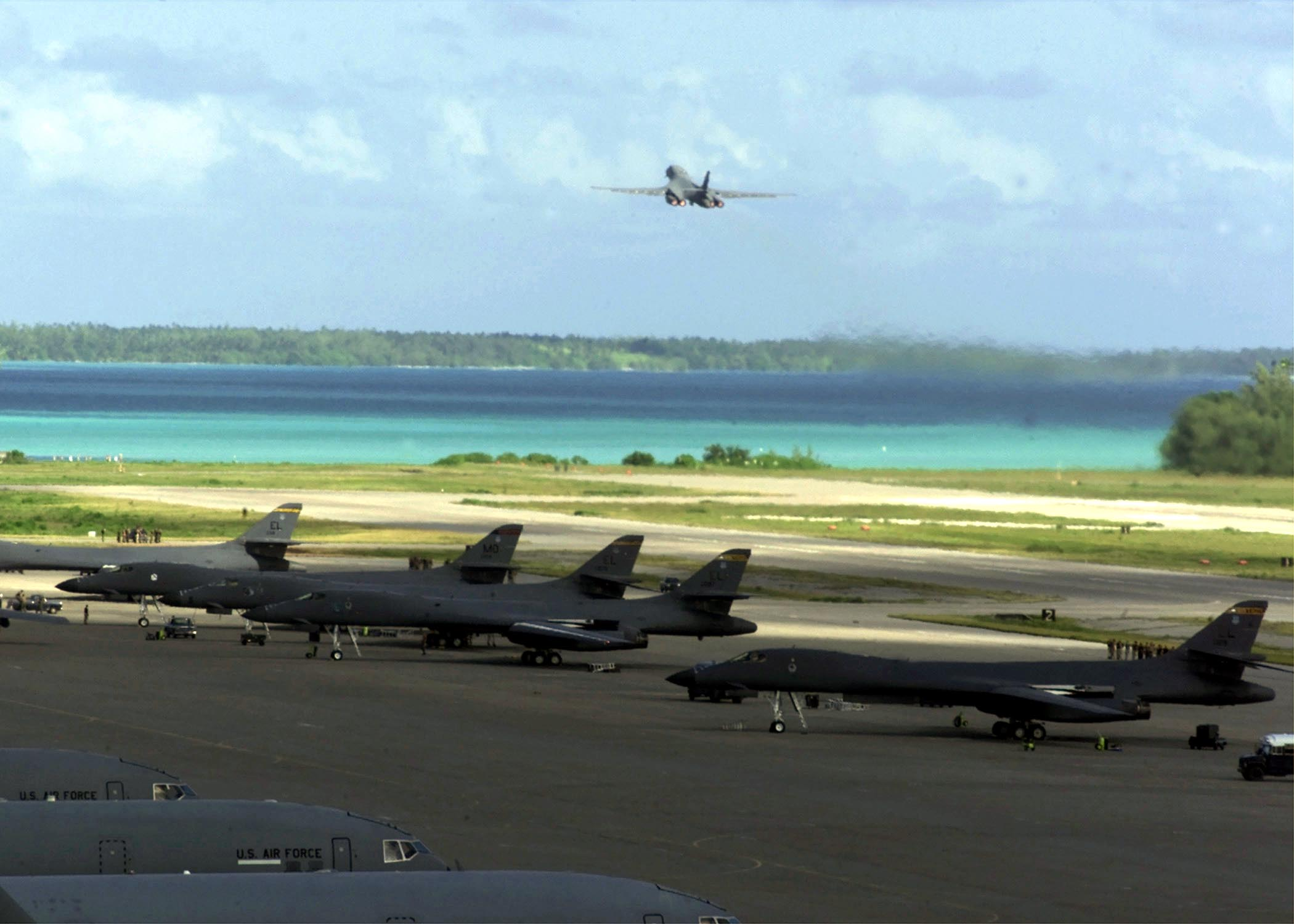
2001년 디에고 가르시아 미군기지에서 아프가니스탄의 알 카에다를 공습하려고 이륙중인 B-1B 초음속 전략 폭격기

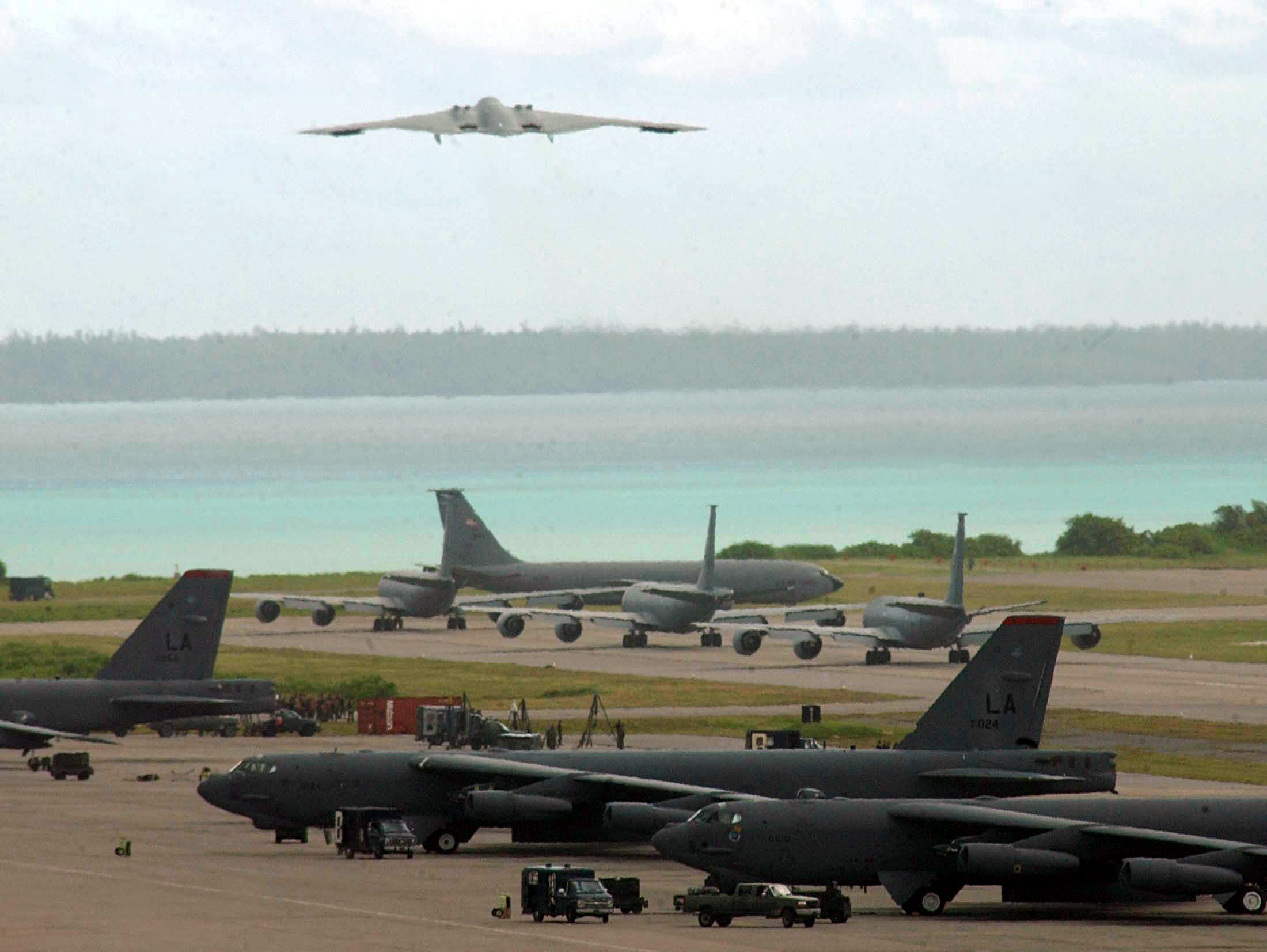
2003년 디에고 가르시아 미군기지의 B-2 스텔스 전략 폭격기

디에고 가르시아 해군지원시설은 인도양의 영국령 디에고가르시아섬에 위치한 미군, 영국군 기지이다.

## 역사
미국은 1967년부터 1973년에 걸쳐 차고스 제도의 가장 큰 섬인 디에고가르시아에 있던 원주민 2,000여명을 다른 곳으로 강제 이주 시켰다.
캠프 저스티스에는 1700명의 미군, 50명의 영국군, 기지와 관계된 1500명의 민간인들이 살고 있다. 기지 면적은 44 km2이다.
제5함대 (미국)가 주둔해 있으며, 미국 공군 B-52 전략 폭격기, B-1B 초음속 전략 폭격기가 배치되어 있다. 길이 3.7 km 콘크리트 활주로 1개가 설치되어 있다.
디에고가르시아 기지는 영국령이면서도 인도양 한가운데 자리 잡고 있어 전략적으로 아프리카, 중동 또는 남아시아 내 기지보다 안전하다.
2001년 디에고가르시아에서 B-1 초음속 전략 폭격기, B-2 스텔스 전략 폭격기를 발진해 아프가니스탄 탈레반 정권을 공격했다.
2003년 이라크 전쟁 때 미군은 사상 최초로 B-2 스텔스 전략 폭격기를 미국 밖으로 빼내 인도양의 디에고 가르시아 섬에 배치했다.
2009년 기준으로, 인도양을 지배하는 나라는 디에고 가르시아 섬을 군사기지로 건설한 미국이다.
인도양 한가운데 위치한 차고스 제도. 이곳의 가장 큰 섬 디에고 가르시아는 ‘움직이지 않는 항공모함'으로 불린다. 미군의 공군기지가 설치돼 있어서다.
2019년 기준으로, 영국은 미국 다음으로 해외 군사기지가 많은 국가이다. 16개가 있다. 올해 싱가포르나 브루나이 한 곳을 영구합동작전기지(PJOB) 수준으로 끌어올려서 태평양 지역을 담당하게 하려고 한다. 영국은 키프로스의 아크로티리 데켈리아, 지브롤터, 포클랜드, 영국령 인도양 지역의 디에고 가르시아에 등 4곳에서 PJOB를 운영하고 있다.
2019년 3월 30일, 탄도 미사일 궤적을 추적하는 미국 공군의 특수 전자정찰기인 RC-135S 코브라 볼이 인도양의 디에고가르시아 공군 기지에서 출발해 이날 오후 8시 30분쯤 일본 오키나와의 가데나 공군기지에 도착했다.
2020년 8월 18일, 한미연합훈련을 위해 인도 남쪽 인도양 한가운데 위치한 디에고가르시아에서 출격한 B-2 스피릿 스텔스 전략폭격기 2대가 대한해협을 비행했다. 8000 km 정도 떨어져 있다. B-1B 랜서 전략폭격기 2대는 미 본토 텍사스주 다이스 공군기지에서, 다른 B-1B 2대는 괌 앤더슨 공군기지에서 각각 출격했다. 다이스 공군기지에서 출격한 B-1B 2대는 일본 항공자위대 소속 F-15J 전투기와 연합훈련을 실시했다. 일본 오키나와 가데나 공군기지에 있던 F-15C 전투기 4대와 이와쿠니 비행장의 F-35B 수직이착륙기, 제7함대 (미국)의 USS 로널드 레이건 (CVN-76) 항공모함의 F/A-18 수퍼호넷 전투기도 참여했다.